# BOAT RACEライブ 〜勝利へのターン〜
BOAT RACE ライブ（ぼーとれーすらいぶ）は、BSフジで2011年4月3日から生放送されているボートレース番組（旧「BOAT RACE ライブ 〜勝利へのターン〜（ボートレースライブしょうりへのターン）」）。2012年4月からBSフジなどで生放送されているボートレース番組。文化放送制作の生放送のラジオボートレース番組。通称「BOATRACE LIVE」。いずれもBOAT RACE振興会提供。但し、2025年1月26日のBBCトーナメント決勝戦中継（プレミア・TOKYO MX製作）以降の放送ではフジテレビ不適切接待疑惑問題の影響から、CMをACジャパンに置き換えていた（BOATCASTでも同様、「プレミア」でBSフジ以外で放送時は通常通り）。
本項では、BSフジ以外で放送される同名の番組及び2020年4月にBSフジで当番組をリニューアルした「BOAT RACEプレミア 〜ハートビートボート〜/同+」及び同じく4月よりリニューアルしたビッグレース中継番組「BOAT RACEプレミア」、2025年4月から放送局をBSテレビ東京に移動して放送される「BOAT RACEプレミア 全力YELL!ボートレーススピリッツ」についても触れる。

## 概要
毎回、全国の24ボートレース場から主にSGやGI競走を1～3レース選抜して生中継する。また、ボートレースの見どころやより楽しむための情報などを発信していく番組。SGかプレミアムGI等全国発売GIの優勝戦が重なるとフジ系に限らずTOKYO MX・開催地地元地上波局制作の特別番組を放送する.ただし、第26回賞金王については通常編成の放送、特別番組はBSテレ東と地上波で放送。生放送は青枠・REPLAYは緑枠・VTRは橙枠で表示しながらレースを行う。2011年10月からはレース中のスタジオの様子もワイプ画面を通じて見られる様になった。各ボートレース場制作の映像を使用するため、画面の右下に場名を薄く表示する。ビッグレースがナイター開催の場合、昼の「勝利へのターン」→「ハートビートボート/+」では該当レースの一般戦を、夜の「ライブ」→「プレミア」では準優勝戦・優勝戦を放送する。なお、一部ビッグレースの準優勝戦・優勝戦に関しては本番組ではなくTBS系列の「水上の挑戦者SP→GO！スプラッシュ」で放送される事がある。
2012年4月からは更なるパワーアップ化を図っている。またSG開催時にはBSフジだけでなくBS日テレ、BSテレ東、地上波等の他局で放送される特別番組も原則として「BOAT RACE ライブ」の名称に統一されることになり、一部BSフジ版と出演者等の統一が図られている。
2020年4月5日放送分より、BSフジ版のタイトルを「BOAT RACEプレミア 〜ハートビートボート〜」とリニューアルし、これまでのバーチャルセットから、六本木にあるボートレースの情報発信拠点「SIX WAKE 六本木」からの生放送に変更した。SG及びプレミアムG1の中継番組も4月25日のマスターズチャンピオン中継より「BOAT RACEプレミア」とタイトルを変更し、メインMCにフリーアナウンサーの小林麻耶を起用したが、小林は11月に所属事務所の契約を解除されたため、10月25日のボートレースダービー優勝戦までの出演となった。
2021年3月21日の放送をもって、番組開始時からのレギュラーであった島崎和歌子・堂前英男・秋山基裕の3人が番組を卒業し、翌4月からは2020年11月から2021年3月まで「BOAT RACEプレミア」（ビッグレース中継）のMCを担当していた磯山さやかをMCに据え、番組タイトルを「BOAT RACEプレミア 〜ハートビートボート+〜」と変更した。
同年10月からは、BOAT RACE公式動画サイト「BOATCAST」でも放送終了後一週間の無料配信が開始された。ビッグレース中継番組（BOAT RACEプレミア）の方も同様に配信される（TBSテレビ製作分は除く）。なお、一部GIIレース優勝戦実施日（レディースオールスターや全国ボートレース甲子園がナイター開催の場合）は本番組のスペシャルとして放送時間が20時（翌月曜が優勝戦の場合月曜16時）にも設定されることがある。
2025年3月30日でBSフジの「ハートビートボート+」が終了し、翌4月6日からは放送局をBSテレビ東京に移動して「BOAT RACEプレミア 全力YELL!ボートレーススピリッツ」を開始した。また、「プレミア」も同年度から番組タイトル表記を「BOAT RACE Premier」と英語表記に変更している（EPG・番組上の表記変更は無し）。

## 予想
三連単（1着・2着・3着を順位通りに当てる）のボックス（実質、三連複）を3点予想する。スタジオ予想は、2020年6月より予想した中から一点を一押しボックスとして指定し、その組み合わせが的中した場合はポイントが2倍となる。最終的に、獲得ポイントが高かった人がトップ賞となる。視聴者向けに「三連単ボックス予想クイズ（9月まで）」→「ベストチャレンジャー予想クイズ（10月から、その週のチャレンジャー（島崎・秋山・ゲスト）の中で誰が優勝するかを予想）」も行っており、正解者の中から抽選でボートレースのオリジナルグッズがプレゼントされた。
ハートビートボート/+でも引き続き3連単ボックス予想は行うが、視聴者プレゼントに関してはクイズ応募がなくなり、毎月一定数へのプレゼント（Twitter→X公式アカウントのフォロー+該当ツイート→ポストのリポスト）に変更された。

## 出演者
MC
- 磯山さやか（2021年4月 - ）[5]

磯山は過去に「BOAT RACEライブ」でのMC経験あり。2020年度の「BOAT RACEプレミア」のボートレースダービーまではスペシャルサポーター、小林が降板したチャレンジカップからMCに昇格、2021年3月のボートレースクラシックまでMCを担当。
なお、磯山は2022年8月5日に新型コロナウイルス陽性が判明したため、7日及び14日の放送は荻原次晴が代理でMCを担当した。
解説者
- 渡辺将司（2021年4月 - 、SUPER BOAT MAGAZINEマクール編集部、2022年4月からは同誌編集長）[5]

準レギュラー
以下の9人のうち1人もしくはゲスト1人が出演する。
- 原幹恵
- 田代さやか
- 夏川純
- 久住小春（2代目ボートレースサポーター）
- 増田英彦（ますだおかだ・ボートレース芸人）
- 永島知洋（ボートレース芸人）
- 徳井健太（平成ノブシコブシ・ボートレース芸人）
- 佐藤大（グランジ・ボートレース芸人）
- すーなか

過去のレギュラー
- 島崎和歌子（2011年4月 - 2021年3月）- 司会
- 堂前英男（2011年4月 - 2021年3月）- 元戸田専属実況アナウンサー・現在は、オートレースでも川口・伊勢崎・飯塚の実況を担当
- 秋山基裕（2011年4月 - 2021年3月）- 元ボートレーサーで現在はボートレース評論家、予想中にはオヤジギャグを噛ます事もある。1965年4月1日・神奈川県出身・通算優勝5回
- 永尾まりや（サポーター・元AKB48・2021年4月 - 不明）[5]

過去の準レギュラー
- 熊田曜子（出産の為に卒業）
- 青木愛（ボートレーススペシャルサポーター）
- 原あや香（2019年6月2日 - 2021年2月28日）

### 特別番組の出演者

#### ビッグレース
スタジオMC
- 青木源太
- 枡田絵理奈

青木は準優勝戦および優勝戦のメインMC。2021年4月のマスターズチャンピオンから担当。枡田は6月のグランドチャンピオンからドリーム戦のMC。当初は5月のボートレースオールスターから担当予定だったが、夫の堂林翔太が所属する広島東洋カープの選手およびスタッフの新型コロナウイルス集団感染（クラスター）に伴い出演中止。枡田は2022年から優勝戦の現地リポーターとして出演することもある。また、2023年10月以降、準優勝戦や優勝戦が祝日等で土日以外の開催となった場合、青木が関西テレビ『旬感LIVE とれたてっ!』を優先する都合上、枡田の担当となる場合がある。どちらかが現地MCとして伝える場合、後述の現地MCがスタジオMCを代行する。
現地MC
- サッシャ
- パトリック・ユウ

サッシャは2024年度から、パトリックは2025年度のボートレースオールスターから不定期出演。青木か枡田のどちらかが現地ボートレース場から伝える場合はSIX WAKE 六本木から担当する。
解説
3人のうちのいずれかが出演する。
- 植木通彦（一般財団法人BOAT RACE振興会ボートレースアンバサダー、元ボートレーサー）

モーターボート競走法の規定で禁止されている予想行為は行わない。
- 渡辺将司（SUPER BOAT MAGAZINEマクール編集長）
- 今村豊（元ボートレーサー）

渡辺と今村は2023年のBBCトーナメントから出演。
レース実況
- 堂前英男
- 寺島啓太
- 吉原完
- 山口新之輔
- 山田智彦

2011年から2021年3月のボートレースクラシックまでは内田和男が率いるメディアターナー所属のアナウンサーが務めていた。
堂前及び寺島は同年度のチャレンジカップから担当（ドリーム戦と優勝戦が堂前、準優勝戦が寺島。寺島はラジオ中継の優勝戦実況も兼務）。堂前は当初同年度のマスターズチャンピオンから担当予定だったが諸事情によりキャンセル、同競争からボートレースダービーまでは場内の実況音声をそのまま使用していた。
吉原は同年度のグランプリトライアル2ndから担当。
山口は2011年から2020年まで担当していた元浜名湖メイン実況アナウンサー。2022年のボートレースオールスターから復帰。
山田は2011年から2021年まで担当していた常滑メイン実況アナウンサー。2022年のチャレンジカップから復帰。
現地リポーター
- 荻原次晴
- 宮下純一

荻原は2011年から2021年まで、宮下は2012年から2021年までのビッグレース時のMC。荻原は2022年度のボートレースオールスターから、宮下は同年のレディースチャンピオンからリポーターとして出演。
- 永尾まりや

2022年度のグランドチャンピオンから。
- 辻満里奈

2023年度のグランドチャンピオンから。
準レギュラーゲスト
- 島崎和歌子（2021年4月 - ）
- 西野未姫（同年5月 - ）

ナレーション
- 服部潤

### 過去の出演者
- 青島健太（2011年）※ビッグレースのみ司会
- 森藤恵美（2011年 - ?）※同上
- 山元香里（2011年 - ?）※ビッグレースのみピットレポーター
- 武田修宏（2012年 - 2021年）
- 磯山さやか（? - 2021年）
- 八木沼純子（2018年 - 2021年）
- 小林麻耶（2020年）※準優勝戦及び優勝戦の司会（2020年のマスターズチャンピオンからボートレースダービーまで）
- 椛島健一（2011年 - 2021年）（児島メイン実況アナウンサー）
- 掛貝梨紗（ピットリポーター）
- 田子千尋（2020年度ナレーション）

### 過去の主なゲスト
主にその年のボートレースイメージキャラクターが出演する。出演経験者は以下の通り。（）内は、イメージキャラクターを担当した年。
- 南明奈（2010年 - 2013年）
- 渡辺直美（2014年・2017年 - 2019年）
- すみれ（2015年・2016年）
- ロバート（基本的に山本・秋山・馬場のいずれか一人。2018年・2019年）
- 田中圭（2019年・2020年）
- 武田玲奈（2020年）
- 飯尾和樹（ずん）（2020年・2021年）
- 葉山奨之（2020年）
- 博多華丸（2021年）
- 神尾楓珠（2021年 - 2025年）
- 山村紅葉（2021年）
- MEGUMI（2021年・2022年）
- 芋生悠（2021年・2022年）
- 吹越満（2022年）
- 土屋アンナ（2022年）
- 山之内すず（2023年・2024年）
- 中村獅童（2022年 - 2025年）
- 王林（2023年）
- 長谷川京子（2023年）
- 藤森慎吾（2023年・2024年）
- 矢吹奈子（2024年・2025年）
- 前田旺志郎（2025年）
- 江口のりこ（2024年・2025年）
- 笹野高史（2025年）

## 企画

### BSフジ 島崎和歌子杯
- 2013年の春から始まった一発勝負の大会。このレースに勝つと勝利者賞として番組オリジナルグッズが贈られる。現在までに6回開催されており2014最初の第5回同杯は島崎和歌子ドリーム杯として開催した。

### BOAT RACE質問箱
- ボートレースに関する様々な質問に秋山氏がズバリとお答えするこのコーナー。過去に出た質問は番組のホームページで半永久的に保存される。

### 女子レーサー特集
- 女子選手の「レース」に対する熱い思いやボートレース場では見られない素顔に迫るコーナーで原なつ季のナレーションで贈るコーナー。

#### 2011年版
| 回数   | 放送日   | 選手                                              |
| ------ | -------- | ------------------------------------------------- |
| 第1回  | 4月10日  | グレート・マザー 日高逸子                         |
| 第2回  | 4月17日  | アイドル・レーサー 魚谷香織                       |
| 第3回  | 5月1日   | 悲願の女王 田口節子                               |
| 第4回  | 5月8日   | 平成22年度・最優秀新人王 平高奈菜                 |
| 第5回  | 5月15日  | 父が夢見たレーサーへ 鎌倉涼                       |
| 第6回  | 5月22日  | 波乱万丈レーサー 滝澤友恵                         |
| 第7回  | 6月5日   | Ms.START QUEEN 宇野弥生                           |
| 第8回  | 6月12日  | シングルマザー・レーサー 鈴木成美                 |
| 第9回  | 7月3日   | 東海の長身レーサー 長嶋万記                       |
| 第10回 | 7月10日  | 水上の戦隊ヒロイン 山下友貴                       |
| 第11回 | 7月17日  | 伊勢の美人レーサー 加藤綾                         |
| 第12回 | 7月24日  | 平成21年度・（女子選手初の）最優秀新人王 平山智加 |
| 第13回 | 8月7日   | 世界空手王者からの大転身 藤原菜希                 |
| 第14回 | 8月14日  | 艇界の怪力美人レーサー 守屋美穂                   |
| 第15回 | 8月21日  | 妻・母・レーサー／一人三役レーサー 向井美鈴       |
| 第16回 | 9月4日   | 初優勝を叶える日 池田紫乃                         |
| 第17回 | 9月11日  | 艇界随一のクール・ビューティー 永井聖美           |
| 第18回 | 9月18日  | 上州地の夫婦レーサー 今井裕梨                     |
| 第19回 | 9月25日  | 艇界のフェニックス・クイーン 松本晶恵             |
| 第20回 | 10月2日  | 艇界のタカラジェンヌ 海野ゆかり                   |
| 第21回 | 10月16日 | 上州地のファミリーレーサー 土屋千明               |
| 第22回 | 10月23日 | 艇界のジャンヌダルク 寺田千恵                     |
| 第23回 | 10月30日 | 艇界のママさんレーサー〜家族への思い〜 岩崎芳美   |
| 第24回 | 11月6日  | 23年目の初優勝 渡辺千草                           |
| 第25回 | 11月13日 | 挫折を救った父の存在 白石佳江                     |
| 第26回 | 12月4日  | 東京・下町の元気娘。 市村沙樹                     |
| 第27回 | 12月11日 | 師匠との成長 樋口由加里                           |
| 第28回 | 12月18日 | 父から受け継いだもの 喜多那由夏                   |
| 第29回 | 12月25日 | 試行錯誤の日々 中澤宏奈                           |

#### 2012年版
| 回数   | 放送日   | 選手                                                                            |
| ------ | -------- | ------------------------------------------------------------------------------- |
| 第30回 | 1月8日   | 地元での「女子王座」に向けて 平田さやか                                         |
| 第31回 | 1月15日  | ボートレースから生まれた絆 浜田亜理沙                                           |
| 第32回 | 1月22日  | 地元で掴む女子王座 川野芽唯                                                     |
| 第33回 | 2月5日   | ボートレース界のエンターティナー 犬童千秋                                       |
| 第34回 | 2月12日  | 尾張地の夫婦レーサー 廣中智紗衣                                                 |
| 第35回 | 2月19日  | 女子王座への思い 栢場優子                                                       |
| 第35回 | 3月18日  | 走りの原動力 新田芳美                                                           |
| 第36回 | 3月25日  | 若き頭脳派レーサー 滝川真由子                                                   |
| 第37回 | 4月1日   | 越後の元気レーサー 加藤奈月                                                     |
| 第38回 | 4月8日   | 2011年最多走行レーサー 堀之内紀代子                                             |
| 第39回 | 4月15日  | 夫は賞金王覇者 井口真弓                                                         |
| 第40回 | 4月22日  | 初の二度目登場レーサー 長嶋万記                                                 |
| 第41回 | 5月6日   | 弟と共に姉弟レーサー 竹井奈美                                                   |
| 第42回 | 5月13日  | 2人目の二度目登場レーサー 浜田亜理沙                                            |
| 第43回 | 6月3日   | 2011年賞金女王ランキング 第3位 三浦永理                                         |
| 第44回 | 6月10日  | 3人目の二度目登場レーサー 平山智加                                              |
| 第45回 | 7月1日   | 若松でリベンジ 西村歩                                                           |
| 第46回 | 7月8日   | 4人目の二度目登場レーサー 宇野弥生                                              |
| 第47回 | 7月29日  | 出産・結婚そして… 西村美智子                                                    |
| 第48回 | 8月5日   | なにわの急上昇・クィーン 坂咲友理                                               |
| 第49回 | 8月12日  | 博多のウォーター・クイーン 小野生奈                                             |
| 第50回 | 8月26日  | ボランティア・レーサー 糸數由里                                                 |
| 第51回 | 9月2日   | 越前のアイドルレーサー 藤堂里香                                                 |
| 第52回 | 9月9日   | 初代ナイター・クイーン 山川美由紀                                               |
| 第53回 | 9月16日  | 都のはんなりレーサー 香川素子                                                   |
| 第54回 | 9月23日  | 湖国のレイクレーサー 遠藤エミ                                                   |
| 第55回 | 10月7日  | 筑後の100期レーサー 深川麻奈美                                                  |
| 第56回 | 10月14日 | 筑後のクイーンレーサー 魚谷香織                                                 |
| 第57回 | 11月4日  | レーサー一家の一員として 中西裕子                                               |
| 第58回 | 11月11日 | 5人目の2度目登場レーサー 〜偉業への挑戦〜 寺田千恵                              |
| 第59回 | 12月2日  | 6人目の2度目登場レーサー 日高逸子                                               |
| 第60回 | 12月9日  | 初代女王は誰だ?!和歌子のスペシャル対談 田口節子・山川美由紀・平山智加・三浦永理 |
| 第61回 | 12月30日 | 2012年 女子レーサー・総集編                                                     |

#### 2013年版
| 回数   | 放送日  | 選手                                                             |
| ------ | ------- | ---------------------------------------------------------------- |
| 第62回 | 1月6日  | 艇界のスーパーモデル 芦村幸香                                    |
| 第63回 | 1月13日 | 登場するのは3回目 〜初代賞金女王〜 三浦永理                      |
| 第64回 | 1月20日 | 山陽のルーキーレーサー 〜ルーキーから賞金女王へ〜 赤井睦         |
| 第65回 | 1月27日 | 下町の三兄妹レーサー 〜三兄妹、一緒に頂へ〜 後藤美翼             |
| 第66回 | 2月3日  | 上州の女傑レーサー 〜仲間との絆〜 櫻本あゆみ                     |
| 第67回 | 2月10日 | 7人目の2回目登場レーサー 〜初優勝の壁に向かって〜 守屋美穂       |
| 第68回 | 2月17日 | 8人目の2回目登場レーサー 市村沙樹                                |
| 第69回 | 2月24日 | 女性レーサーで一握りのA1レーサー 大瀧明日香                      |
| 第70回 | 3月3日  | 尾張・名古屋の88(ハチハチ)クイーン 細川裕子                      |
| 第71回 | 3月17日 | 9人目の2回目登場レーサー 宇野弥生                                |
| 第72回 | 3月24日 | Queen of Legend 女子レーサー パイオニアレーサーの挑戦 鵜飼菜穂子 |
| 第73回 | 3月31日 | 記念すべき10人目の2回目登場レーサー 滝川真由子                   |

### 秋山氏の心得集
女子選手に対して解説の秋山が心得・メッセージ（番組では勝利への方程式と言われている）を直筆で書き上げる。何時もオヤジギャグを出している秋山だがさすがに此処ではオヤジギャグを完全封印して真剣になる。最後は必ず「！」マークで締め括る。2011年10月の大リニューアルにより現在は休止状態。
| 回数／選手名     | 放送日  | 心得集                            |
| ---------------- | ------- | --------------------------------- |
| 第17回／永井聖美 | 9月11日 | スタート決めてカドから捲り!       |
| 第18回／今井裕梨 | 9月18日 | カドから踏み込んで勝利を捥ぎ取れ! |
| 第19回／松本晶恵 | 9月25日 | インコースから勝利を目指せ!       |

### レーサーズファイル
2013年の春からスタートした新コーナー。視聴者の取り上げて欲しい選手を元に選手を選んで紹介するコーナー。
| 回数  | 放送日  | 選手     |
| ----- | ------- | -------- |
| 第1回 | 4月7日  | 瓜生正義 |
| 第2回 | 4月28日 | 鎌倉涼   |
| 第3回 | 5月5日  | 井口佳典 |
| 第4回 | 5月12日 | 桐生順平 |
| 第5回 | 5月19日 | 平山智加 |

### 秋山の眼
SG競走又は全国発売GI競走の翌週に秋山が優勝者の走りの中から一走をピックアップして解説するコーナー。

### 特別企画

#### 2012年
| 回数   | 放送日   | 企画内容                                                                                                |
| ------ | -------- | --- |
| 第1回  | 5月25日  | 山崎智也×魔裟斗スペシャル対談 〜完全復活へ、妻が俺を変えた〜 山崎智也                                   |
| 第2回  | 6月19日  | 「『若手のホープ』から『大黒柱』へ」 毒島誠                                                             |
| 第3回  | 7月10日  | ボートレース界のホープ 新妻に誓うSG優勝 平本真之                                                        |
| 第4回  | 7月31日  | 島崎和歌子が行く(1) 〜ボートレース戸田 SG東日本復興支援競走〜                                           |
| 第5回  | 8月7日   | 島崎和歌子が行く(2) 〜ボートレース戸田 SG東日本復興支援競走〜                                           |
| 第6回  | 8月21日  | ホームプールで再び目指す頂点 岡崎恭裕                                                                   |
| 第7回  | 9月18日  | 今、ボートレース界の主人公になる男 中野次郎                                                             |
| 第8回  | 11月20日 | 新進気鋭の「登り竜」が目指す頂点 峰竜太                                                                 |
| 第9回  | 12月18日 | 努力は裏切らない 重野哲之                                                                               |
| 第10回 | 2月19日  | ■第25回女子王座決定戦 直前スペシャル■ 島崎和歌子の直撃レポート！ ボートレース多摩川の全て第2弾          |
| 第11回 | 2月26日  | ■第25回女子王座決定戦 直前スペシャル■ 島崎和歌子の直撃レポート！ ボートレース多摩川の全て第3弾          |
| 第12回 | 3月11日  | 栄光をつかんだ心優しき若手レーサー 知られざる努力と親の支え！ 松尾昂明                                  |
| 第13回 | 5月20日  | 〜不屈の精神を持つ若手レーサー！家族の思いを胸に挑む最高峰の舞台〜 茅原悠紀                             |
| 第14回 | 6月17日  | 復活！元地元スターレーサー！挫折…そして妻の支え 吉田拡郎                                                |
| 第15回 | 7月15日  | ボートレース界のイケメン知られざる努力…SGを獲る為に 篠崎元志                                            |
| 第16回 | 8月19日  | ■SG直前特別企画：西山貴浩選手■ 〜ボートレース界のエンターテイナー 師匠と共に挑む夢の舞台〜 西山貴浩     |
| 第17回 | 10月21日 | ■SG直前特別企画：岡崎恭裕選手■ 復活！若手天才レーサー！ 〜知られざる苦悩・・・再び夢の舞台へ〜 岡崎恭裕 |

#### 2013年
| 回数   | 放送日  | 企画内容                           |
| ------ | ------- | ---------------------------------- |
| 第18回 | 3月10日 | 〜SG第48回総理大臣杯 特集〜 毒島誠 |

入門コーナー
- ボートレース初心者にもわかるように舟券の種類、出走表の見方、ボートレーサーについてなどを教えるコーナー。10月からは競艇をもっとより分かり易くなる為にボートレースガイド(BOAT RACE GUIDE)にバージョンアップした。

### 2020年
ハートビートレース
- 2020年4月から。過去一週間に行われたレースの中から、物凄いまくり刺し等で一着を取ったレースとボートレーサーを紹介する。回によって担当が異なる。

ファンが選ぶ!名勝負ハートビートレース!
- 2020年5月から。ハートビートボートファンクラブのHPでファンが選んだ名レースを、そのボートレーサーへのインタビューと当時の映像とともに振り返る。

### 2021年
2021年度は、番組タイトル変更・リニューアルと共にコーナーが大幅に変更された。また、GI以上のレースでは現地サポーターが登場し、レース直前の状況を伝える。
- ハートビート7days - 一週間のボートレースに関するニュースを伝える。
- 全力エール!ボートレーサー - リモート出演でボートレーサーをゲストに迎え、強さの秘密やプライベート等に迫る。
- ディスカバー!BOAT RACE - ボートレースの面白さを深掘りし、意外な魅力を新発見する。その週の準レギュラー/ゲストが担当。
- ハートビートボイス - Twitterの番組公式アカウントでコーナーで伝える予定の項目4つ（週によっては選択肢が2つもしくは3つの場合もある）をリストアップし、どれが気になるかをTwitter上の投票で決定する。

### 2022年
- キラリ☆ネクストスター - 2022年度から。ヤングレーサーの魅力に迫る。